# Anton Houdijk

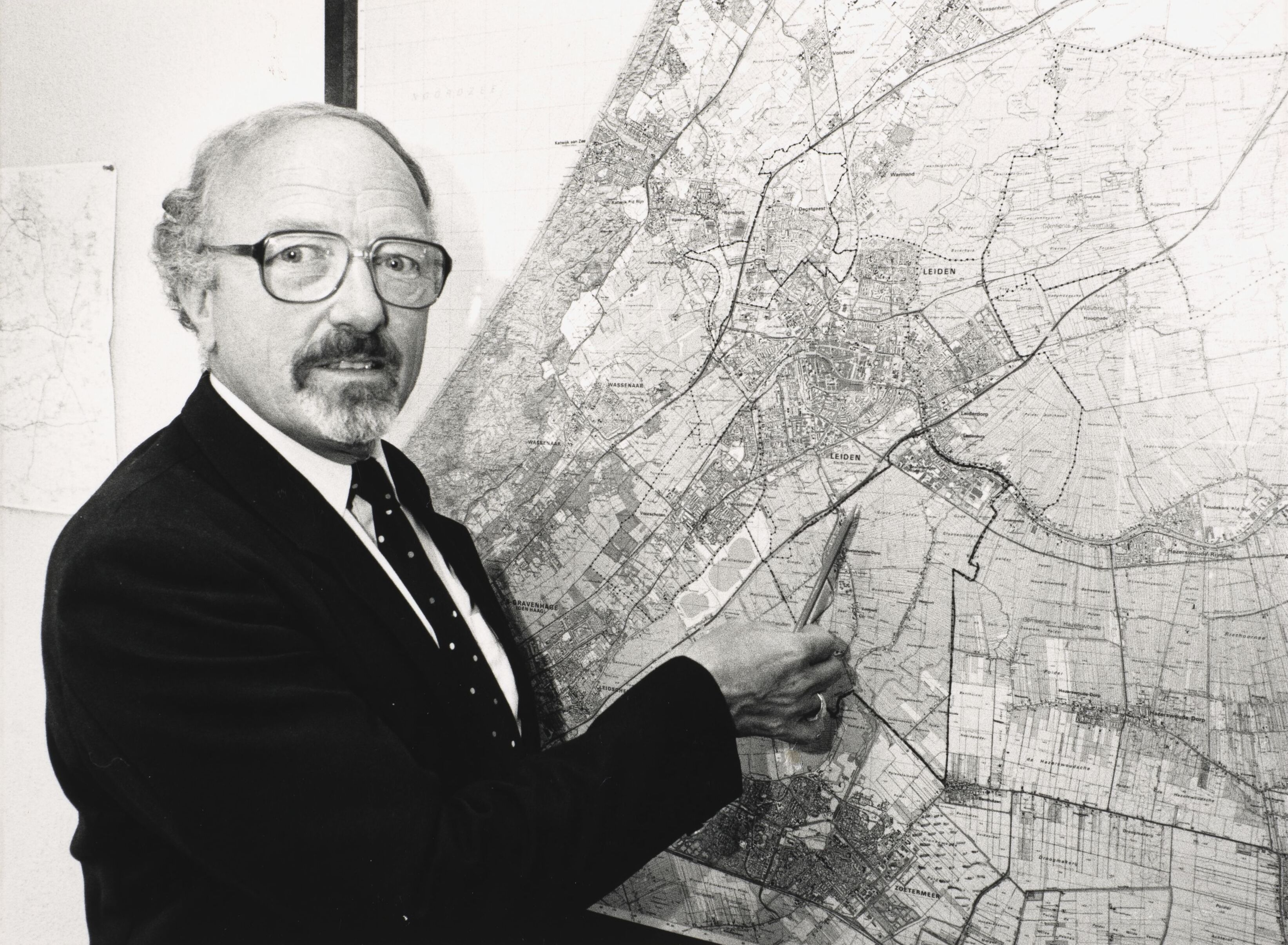
Anton Houdijk (1991)

Antonius Jozeph Marie (Anton) Houdijk (Gouda, 10 januari 1932 – Voorschoten, 23 juli 2022) was een Nederlands politicus van de KVP en later het CDA.
Na het vervullen van zijn dienstplicht heeft Houdijk Weg- en Waterbouwkunde gestudeerd aan de hts van Rotterdam. Vervolgens trad hij in dienst bij het Goudse aannemersbedrijf NV H.J. Nederhorst waar hij als projectleider gewerkt heeft en daarnaast was hij actief in de lokale politiek van Gouda. Zo kwam hij in 1962 voor de KVP in de gemeenteraad van Gouda en hij is daar ook wethouder geweest. In september 1980 volgde Houdijk de met pensioen gaande J.A. Detmers op als burgemeester van Zoeterwoude waar ook Houdijk tot zijn pensioen in 1997 zou blijven.
Houdijk overleed op 90-jarige leeftijd.